# Hortensia (hija de Hortensio)

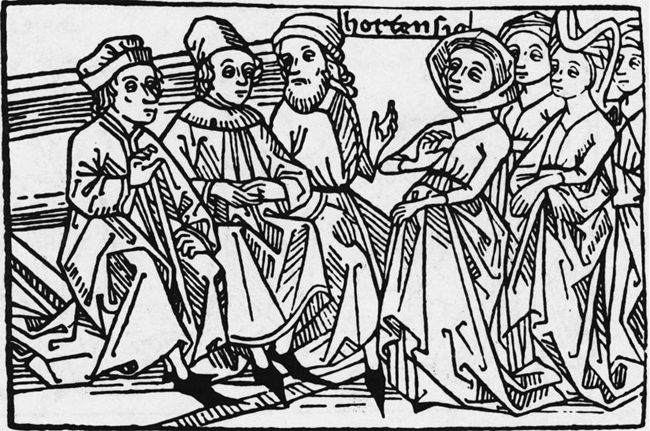
Hortensia y las demás matronas ante los triunviros.

Hortensia fue una dama oradora, nacida en 42 AEC, en Italia. Era de la gens Hortensia, e hija del orador Quinto Hortensio. Parece que estaba casada con su primo segundo Quinto Servilio Cepión y que, por tanto, era madre adoptiva de Bruto.
Demostró una notable elocuencia cuando habló ante los triunviros en nombre de las romanas adineradas para que no se aprobara un impuesto especial que las gravaba y que aquellos pretendían que sirviera para sufragar la guerra contra los tiranicidas. Su participación quizá se debiera a que el impuesto estaba destinado a las mujeres relacionadas con los proscritos.